# ヘンリー・コレヴォン

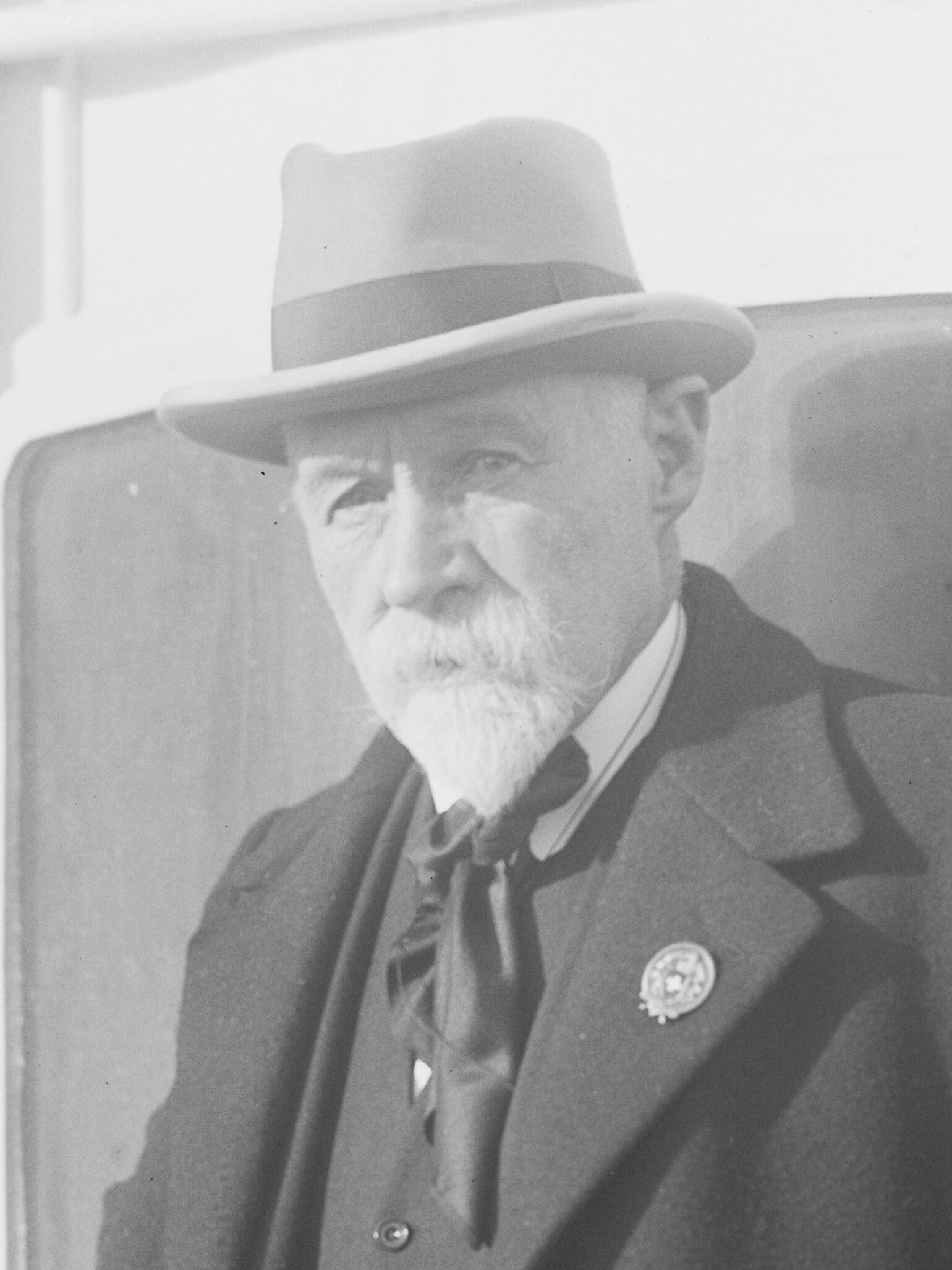
1900年

ヘンリー・コレヴォン（Henry Correvon、1854年8月15日 - 1939年11月5日）は、スイス・イヴェルドン生まれの庭園作家、ランドスケープアーキテクト。都市に高山植物を持ち出し、多くの高山植物庭園を造った。代表作にシェヌ＝ブールの「シェーン・アルピン・ド・アクリマタシオン花園庭園」がある。ヘリザウにて死去。

## 作品

### ガーデンデザイン
- 「ラ・リンネア・アルパインガーデン」：グロッサーザンクトベルンハルト1889年
- 「ラ・ランベルティア」：ロシェ・ド・ネー 1896年
- 「ラ・シャヌシア」：リトル・セント・バーナード1897年
- 「パルクデバスティオン・アルピンガルテン」：ジュネーブ1936年

### 著書
- 『レプランツデアルプ』ジュネーブ 1885年
- 『高山植物とロカイユ』パリ 1895年
- 『アトラスデラフロールアルパイン』ジュネーブ 1899年
- 『蘭のアルバム』ジュネーブ 1899年[1]
- 『Nos arbres』ジュネーブ 1906年
- 『アルパインフローラ』ロンドン 1911年
- 『ロックガーデンと高山植物』ニューヨーク 1930年
- 『フロラン、ジュネーゼとデベロップメント・ダン・ジャルダン・セキュア』ジュネーブ 1936年